# Grand Prix automobile du Pacifique
Le Grand Prix du Pacifique était l'appellation de la deuxième épreuve japonaise du championnat du monde de Formule 1 en 1994 et 1995 (le GP du Japon ayant lieu quant à lui sur le circuit de Suzuka).
Le Grand Prix du Pacifique était organisé sur le sinueux tracé du circuit International de Tanaka, près de Kobe.

## Histoire
Inscrit au calendrier de la saison 1992 de Formule 1, le Grand Prix du Mexique ne l'est pas pour l'année 1993. Bernie Ecclestone souhaite alors le remplacer par une deuxième course au Japon, le pays étant alors en plein boom économique.
Un Grand Prix d'Asie est ainsi prévu sur le circuit d'Autopolis, au Japon, pour la saison 1993, mais il est finalement annulé après la faillite des commanditaires et est remplacé par le Grand Prix d'Europe, disputé sur le circuit de Donington, au Royaume-Uni.
Le deuxième Grand Prix du Japon voit finalement le jour pour la saison 1994, sous la dénomination de Grand Prix du Pacifique. Il est situé sur le circuit d'Aïda, conçu et construit par Hajime Tanaka, un riche promoteur et collectionneur, qui y a intégré un complexe touristique haut-de-gamme.
Pour accueillir la F1, la préfecture d'Okayama doit investir beaucoup d'argent afin d'élargir la petite route sinueuse qui mène au circuit. La ville d'Aïda ne compte alors que 4 000 habitants avec très peu d'hôtels et de restaurants.
Organisé le 17 avril 1994, en tant que deuxième manche de la saison, le premier GP du Pacifique est remporté facilement par l'Allemand Michael Schumacher, son principal rival Ayrton Senna ayant été éliminé dès le départ dans une bousculade avec Nicola Larini et Mika Häkkinen.
Prévu début 1995, la deuxième édition du GP du Pacifique est repoussée en fin d'année en raison des graves dommages causés par le tremblement de terre de Kobe. En remportant la course, Michael Schumacher y décroche son deuxième titre mondial.

## Palmarès
| Année | Vainqueur          | Voiture          | Circuit | Résultats |
| 1994  | Michael Schumacher | Benetton-Ford    | Tanaka  | Résultats |
| 1995  | Michael Schumacher | Benetton-Renault | Tanaka  | Résultats |